# Витти, Пабло
Па́бло Эрне́сто Ви́тти (исп. Pablo Ernesto Vitti; 9 июля 1985, Росарио, Аргентина) — аргентинский футболист, нападающий.

## Биография

### Клубная карьера
Выступал за аргентинские команды «Росарио Сентраль», в составе которой провёл 74 матча и забил 13 голов, «Банфилд» и «Индепендьенте». За последний из этих клубов он провёл всего два матча, а затем дважды отдавался в аренду. В 2008 году играл на правах аренды за «Черноморец» (Одесса). В сезоне 2009 года играл на правах аренды за канадский «Торонто» в MLS. Победитель Canadian Championship 2009 года в составе «Торонто».
С 2012 года выступает за ЛДУ Кито.

### Карьера в сборной
В составе сборной Аргентины для игроков до 20 лет стал чемпионом мира в 2005 году.